# 武东街道
武东街道，是中华人民共和国湖北省武汉市青山区下辖的一个乡镇级行政单位。因地处武昌区和东湖的东面而得名。解放初期属武昌县第九区的张王乡、贾家岭乡和方家岭乡丘陵农村，岗丘间杂，地势起伏。1955年划归武汉市青山区管辖。1958年改为红旗公社；同年，武汉市武东工业区指挥部开始筹建武东新厂。工业建设开始以后，境内的荒丘野岭和水坑泥塘改为平地。厂房和住房陆续修建，居民区逐步形成。1963年3月组建青山区武东街道（1975年，武汉钢铁公司在白玉山地区兴建职工生活区；该地区划为武东街道管辖；该地区于1980年11月从武东街道划出，单独组建白玉山街道）。

## 行政区划
武东街道下辖以下地区：铸锻社区、航舵社区、兴中社区、船机社区、陆鹞社区、武东社区、武东村、贾岭村、五星村、芦咀村。